# Katastrofa lotu Siberia Airlines 778
Katastrofa lotu Siberia Airlines nr 778 – katastrofa, która wydarzyła się dnia 9 lipca 2006 roku. Samolot towarzystwa lotniczego Siberia Airlines rozbił się na lotnisku w Irkucku. Na pokładzie znajdowało się 203 pasażerów i członków załogi. W katastrofie śmierć poniosło 125 osób.

## Przebieg katastrofy
Po całonocnym locie z Moskwy, o godzinie 7:44 Airbus A310-324 (nr rejestracyjny: F-OGYP) podchodził do lądowania w Irkucku, nieopodal Jeziora Bajkał. Na pokładzie samolotu znajdowało się 195 pasażerów i 8 członków załogi. Wśród podróżnych przeważali Rosjanie. Na pokładzie znajdowało się także czternastu obcokrajowców. Piloci podchodzili do lądowania na pasie nr 30 w deszczowych i pochmurnych warunkach – nad okolicą szalała burza.
Gdy samolot dotknął długiego na 3165 m pasa nr 30 to po chwili, z prędkością 80 km/h, odrzutowiec uderzył w betonową przeszkodę i skupisko garaży. Wskutek kolizji wybuchł pożar. Gaszenie płomieni zajęło pięciu jednostkom strażackim aż dwie godziny.
Przednia część samolotu uległa całkowitemu zniszczeniu, toteż ocaleli tylko ludzie znajdujący się w ogonowej części maszyny. To właśnie ze względu na swoje miejsca ocalała dwójka Polaków.

## Ofiary
Spośród 193 pasażerów śmierć poniosło 120 ludzi. Z ośmioosobowej załogi śmierć poniosło pięcioro ludzi. W sumie katastrofa lotnicza w Irkucku pochłonęła życie 125 spośród 203 osób na pokładzie.
Około sześćdziesiąt osób trafiło do szpitali, niekiedy w stanie krytycznym. Niektórzy ocaleli podróżni twierdzili, iż żyją tylko dzięki pewnej stewardesie, która otworzyła tylne wejście do kabiny pasażerskiej.

## Przyczyny katastrofy
Śledztwo wykazało, iż przyczyną katastrofy była niesprawność odwracacza ciągu w lewym, pierwszym silniku maszyny. Drugi pilot – przeprowadzający lądowanie – nieuważnie, nieumyślnie zwiększył moc silnika nr 1. Nie dostrzegł parametrów silnika i przeoczył fakt, że samolot wcale nie zwolnił.

## Narodowości pasażerów i załogi
| Kraj        | Pasażerowie | Załoga | Razem |
| ----------- | ----------- | ------ | ----- |
| Rosja       | 181         | 8      | 189   |
| Białoruś    | 3           | -      | 3     |
| Chiny       | 3           | -      | 3     |
| Niemcy      | 3           | -      | 3     |
| Mołdawia    | 2           | -      | 2     |
| Polska      | 2           | -      | 2     |
| Azerbejdżan | 1           | -      | 1     |
| Razem       | 195         | 8      | 203   |